# 日本臨牀社
株式会社日本臨牀社（にっぽんりんしょうしゃ）は、日本の出版社である。医学関連の出版物の発行を行う。

## 出版物
- 医学書・薬学書・医学雑誌の発行を専門に行う。
- 1943年6月創刊の月刊医学雑誌「日本臨牀」は各号約一万部発行され[1]、2011年6月号で創刊1000号を迎えた。

## 沿革
- 1943年4月27日に、関西に所在していた医学書出版社8社が母体となって設立した。同年6月に「日本臨牀」創刊。
- 全株式を武田薬品工業が保有していたが、2014年9月3日に株式会社メディカルトリビューンに発行済全株式を譲渡したと発表した[2]。以降は、メディカルトリビューンの子会社として出版業務を継続する[3]。